# Estação Cupey
A Estação Cupey é uma das estações do Trem Urbano de San Juan, situada em San Juan, entre a Estação Río Piedras e a Estação Centro Médico. É administrada pela Alternate Concepts Inc..
Foi inaugurada em 17 de dezembro de 2004. Localiza-se no cruzamento da Hwy 1 com a Rua Bori. Atende o bairro de El Cinco.